# Гладыш щетинистоволосистый
Гладыш щетинистоволосистый (лат. Laserpitium hispidum) — вид травянистых растений рода Гладыш (Laserpitium) семейства Зонтичные (Apiaceae), встречается в умеренном поясе Старого Света.

## Биологическое описание
Многолетнее травянистое растение высотой 50—150 см, с утолщённым, веретеноподобным корнем. Всё растение покрыто длинными и жёсткими волосками.
Стебель ребристый, бороздчатый, слабо развлетвлённый.
Листья треугольно-яйцевидные, дважды перисто-рассечённые с клиновидно-яйцевидными, остропильчатонадрезанными сегментами; верхние листья с расширенным влагалищем.
Цветки обоеполые, белые, собраны в сложное соцветие — зонтик с многочисленными жёстковолосистыми лучами. Обёртки и обёрточки из ланцетных листочков.
Плод жёстковолосистый, с гребенчато-зубчатыми рёбрами.
Цветёт в июне — июле. Плоды созревают в августе — сентябре.

## Распространение и экология
Произрастает в умеренном поясе Старого Света, от Канарских островов до Ирана и Сибири, но главным образом в Средиземноморье.
Растёт на мергелистых, известняковых и меловых скалах.

## Химический состав растительного сырья
В плодах накапливается до 3 % эфирного масла, содержащего около 45 % гераниола; в цветущей надземной части — 0,18—0,77 % эфирного масла.

## Применение
Растение культивируют в Крыму как зфиромасличное.
Гераниол из эфирного масла используют для ароматизации в ликеро-водочной, парфюмерной и мыловаренной промышленности.